# カリクティス科
カリクティス科 (Callichthyidae) はナマズ目の科の一つ。 体側を2列の骨質の鱗が覆うため、英語では"Armored catfish" と呼ばれる。コリドラスなど、熱帯魚として知られる種を多く含む。
科名はギリシャ語の kallis （美しい）・ ichthys （魚）に由来する。ロリカリア上科に含まれる6科の内の1つであり、スコロプラクス属 Scoloplax ・アストロブレプス属 Astroblepus ・ロリカリア科 Loricariidae と共に単系統群を構成する。
2亜科8属におよそ200種が属する。これは全ナマズ類の7%に達し、特にコリドラス属はナマズ目最大の属である。

## 化石記録
最古の化石は、アルゼンチン・サルタ州の58.2-58.5百万年前（サネティアン）の地層から発見されたものである。形態からこの種は暫定的にコリドラス属とされ、Corydoras revelatus という名が与えられている。この化石は、ナマズ目内でのロリカリア上科の分岐が比較的早かったことを示唆している。
また、コロンビア・マグダレナ川流域のLa Venta層（中新世中期）からも一個体 (Hoplosternum sp.) が発見されている。

## 分布
新熱帯区に広く分布し、特にアマゾン川・ギアナ高地で多様性が高い。
コリドラス亜科は、主にアンデス山脈より東側、ラプラタ川水系より北に分布する。また、コリドラス亜科は流れの速い山岳の渓流から砂地、岩場、低湿地帯、泥底まで様々な環境で見られる。

## 形態

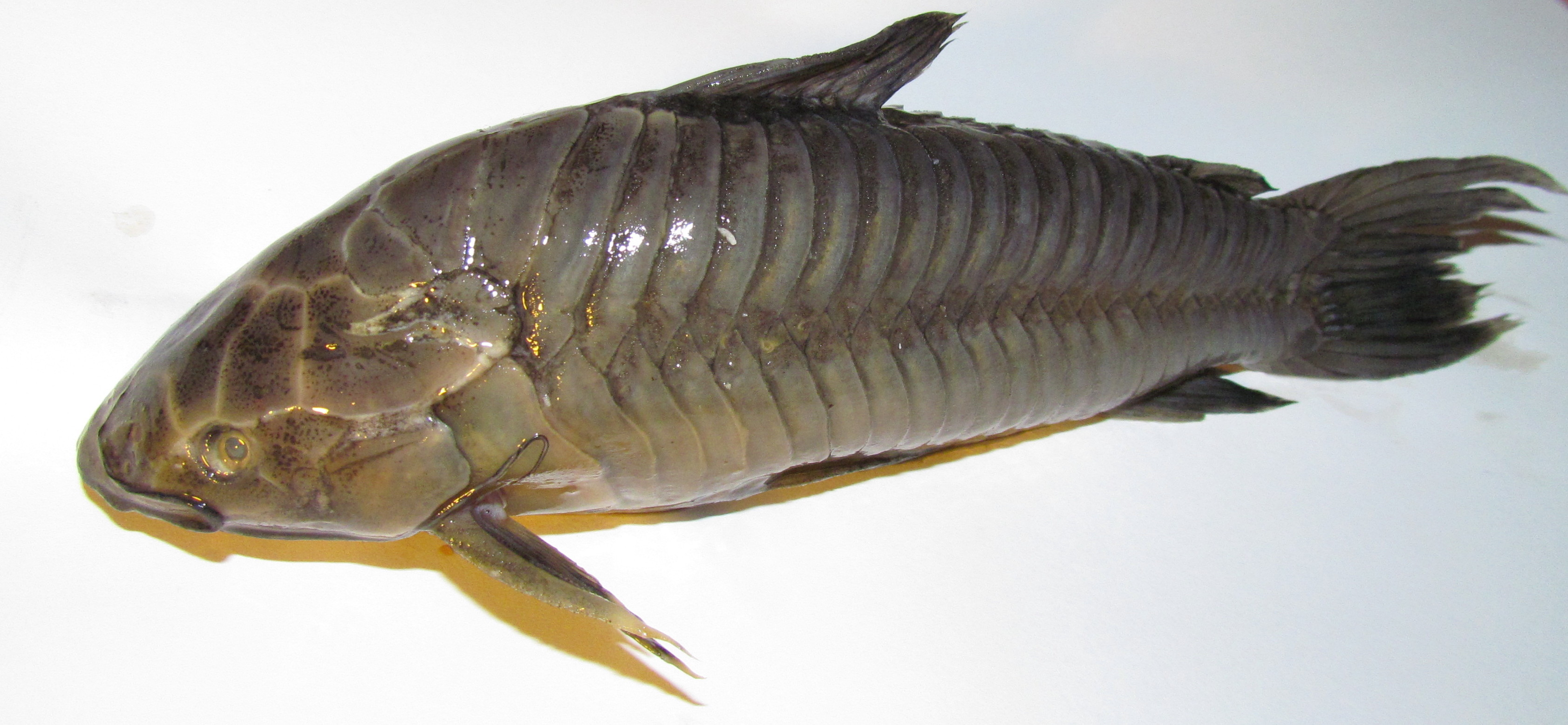
Hoplosternum littorale。重なり合った骨質板が確認できる

ナマズ類としては小さく、最大種 Hoplosternum littorale でも24 cmにしかならない。口は腹側にあり小さく、1-2対のよく発達した髭がある。背鰭・胸鰭には強い棘があり、脂鰭の前縁にも棘がある。
体側に2列に重なり合って並ぶ骨質の鱗は、このグループ最大の特徴であり、英名の由来ともなっている。この骨質板は縦横に重なり合って全面的な防御を提供しているが、同時にある程度の可動性も持っている。これらの鱗はそれ自体骨質板に覆われた頭部と連結している。背面は、骨質板によって閉じられるか、骨質板の隙間に小さい円鱗が並んでいる。
一般的にコリドラス亜科の種は小さく（最小種は2 cm以下、最大9 cm）、体高が高く髭が短いことでカリクティス亜科と区別できる。

## 生態
生態は様々で、中層遊泳種と底生種を含む。洪水地帯. 酸素をほとんど含まない沼・泥中に生息できる種もいるが、これは水面から空気を飲み込んで空気呼吸する能力によるものである。酸素の吸収には腸が用いられ、空気は肛門から排出される。腸の前部では食塊は圧縮されて紐状になり、空気の通り道が作られる。腸後部は上皮・粘膜・筋層の厚さが減少しており、発達した血管網を持つ。この構造は空気呼吸に特化したもので、消化には不適である。消化管を移動する空気は、食塊を直腸に送り込むことを助けている。ロリカリア科・ヒルナマズ科のような貧酸素下でのみ空気呼吸を行う種と違い、カリクティス科はどのような水環境下でも空気呼吸を行う。さらに、後腸での空気呼吸によって、短い間陸上を移動できるものもいる。また、消化管の空気は水中での浮力の75%を生み出している。
繁殖方法も様々である。コリドラス亜科は、他のナマズ類のように岩・流木・落ち葉などに産卵する。Corydoras ・Hoplosternumの2属では、"sperm drinking"という繁殖方法が取られる。まず雌が雄の生殖孔に口をつけた"T-position"と呼ばれる姿勢を取る。次に雌は精子を飲み込み、その後精子と卵を同時に放出する。
カリクティス亜科に属する種は泡巣を作る。特に、Hoplosternum littorale は複雑な巣を作ることが報告されている。これらの巣は泡と植物の破片からできており、産卵から稚魚の成長まで用いられる。巣の保護は雄が行う。

## 分類

### コリドラス亜科
- アスピドラス族 Aspidoradini
  - アスピドラス属 Aspidoras - 20種
  - Scleromystax - 4種
- コリドラス族 Corydoradini
  - コリドラス属 Corydoras - 約160種（ブロキス属 Brochis を含む[5]）

コリドラス亜科 Corydoradinae はカリクティス科の90%、約170種を含み、これは新熱帯区のナマズ目の系統としては最も拡散したものである。コリドラス族、アスピドラス族の2族が含まれ、コリドラス族はコリドラス属・ブロキス属、アスピドラス族はアスピドラス属・Scleromystax属を含む。

### カリクティス亜科
- Dianema - 2種
- Hoplosternum - 3種
- Callichthys - 4種
- Lepthoplosternum - 6種
- Megalechis - 2種

カリクティス亜科 Callichthyinae は5属を含む。1997年の論文では、カリクティス属がこの亜科で最も基底的な属とされた。だが、2004年の研究では、Dianema属、Hoplosternum属が最も基底的で、カリクティス属はLepthoplosternum属、Megalechis属の姉妹群とされている。2013年の研究では、Dianema属が最も基底的な属とされた。

## 利用
主にコリドラス属が観賞魚として取引される。また、大型の数種は漁獲対象となり、ハコフグのように甲羅の中で調理される。